# Курбанова Ельміра Магомедівна
Ельміра Магомедівна Курбанова (рос. Эльмира Магомедовна Курбанова; нар. 14 вересня 1971) — російська та казахська борчиня вільного стилю та сумоїстка, триразова срібна та дворазова бронзова призерка чемпіонатів світу, чемпіонка, срібна та дворазова бронзова призерка чемпіонатів Європи з вільної боротьби. Срібний призер чемпіонатів Європи і світу з боротьби сумо. Майстер спорту Росії міжнародного класу з вільної боротьби.

## Життєпис
Боротьбою почала займатися з 1991 року. Володарка (1999) і срібна призерка Кубка Росії (2000), срібний призер чемпіонатів Росії (1998, 1999) з вільної боротьби. Багаторазова призерка змагань найвищого рівня у складі збірної Росії. Наприкінці спортивної кар'єри захищала кольори Казахстану. Участі в Олімпійських іграх не брала, тому що закінчила виступи незадовго до 2004 року, коли жіноча боротьба була включена до Олімпійських видів спорту.
Тренувалася в Санкт-Петербурзькій комплексній школі вищої спортивної майстерності у тренера вищої категорії Юрія Семенова. Виступала за спортивний клуб Міністерства оборони Російської Федерації, Санкт-Петербург.

## Спортивні результати на міжнародних змаганнях

### Виступи на Чемпіонатах світу
| Змагання                        | Збірна | Вагова категорія          | Місце  |
| ------------------------------- | ------ | ------------------------- | ------ |
| Чемпіонат світу з боротьби 1992 | Росія  | жіноча боротьба, до 65 кг | Бронза |
| Чемпіонат світу з боротьби 1993 | Росія  | жіноча боротьба, до 65 кг | Срібло |
| Чемпіонат світу з боротьби 1994 | Росія  | жіноча боротьба, до 70 кг | Срібло |
| Чемпіонат світу з боротьби 1995 | Росія  | жіноча боротьба, до 70 кг | Срібло |
| Чемпіонат світу з боротьби 1996 | Росія  | жіноча боротьба, до 65 кг | Бронза |
| Чемпіонат світу з боротьби 1997 | Росія  | жіноча боротьба, до 68 кг | 11     |

### Виступи на Чемпіонатах Європи
| Змагання                         | Збірна | Вагова категорія          | Місце  |
| -------------------------------- | ------ | ------------------------- | ------ |
| Чемпіонат Європи з боротьби 1993 | Росія  | жіноча боротьба, до 65 кг | Золото |
| Чемпіонат Європи з боротьби 1996 | Росія  | жіноча боротьба, до 65 кг | Срібло |
| Чемпіонат Європи з боротьби 1998 | Росія  | жіноча боротьба, до 68 кг | Бронза |
| Чемпіонат Європи з боротьби 1999 | Росія  | жіноча боротьба, до 75 кг | Бронза |

### Виступи на інших змаганнях
| Змагання                   | Збірна    | Вагова категорія          | Місце |
| -------------------------- | --------- | ------------------------- | ----- |
| Кубок Азії з боротьби 2003 | Казахстан | жіноча боротьба, до 55 кг | 4     |